# Diedowszczyna
Diedowszczyna (ros. дедовщина) – zorganizowany i rytualny system znęcania się nad żołnierzami młodszych roczników w Siłach Zbrojnych Federacji Rosyjskiej. Diedowszczyna jest odpowiednikiem znanej w polskiej armii fali.
Fizyczna przemoc i ciężkie warunki służby są głównym powodem samobójstw i dezercji w rosyjskiej armii. Żołnierze starszych roczników powszechnie wykorzystują swoją silniejszą pozycję. Wcieleni do służby nowi żołnierze poddawani są zwykle tradycyjnym w armii rosyjskiej, często okrutnym „otrzęsinom”, polegającym na poniżaniu i biciu. Często w diedowszczynie uczestniczą oficerowie lub odbywa się ona za ich przyzwoleniem.
W Armii Radzieckiej, a obecnie również rosyjskiej, szykanowani przez starszych kolegów młodzi żołnierze często dezerterują, nie mogąc znieść warunków służby. Liczne są również przypadki, kiedy zdesperowani dezerterzy przed ucieczką z jednostki zabijają prześladujących ich „dziadków”. Obławy za dezerterami-zabójcami kończą się często ich zastrzeleniem przez służby bezpieczeństwa.
Diedowszczyna do dziś jest praktykowana w armii rosyjskiej, pomimo zapewnień władz o zlikwidowaniu tego zjawiska.